# Johanna Konta
Johanna Konta (Sydney, 17 de maio de 1991) é uma ex-tenista profissional britânica, que representou a Austrália até 2012, com 4 títulos de simples WTA e três vezes semifinalista de torneios grand slams. Chegou ao nº 4 do mundo em individuais.
Após uma temporada de 2021 pouco ativa, anunciou aposentadoria em 1º de dezembro, aos 30 anos.

## Finais

### Circuito WTA

#### Simples: 9 (4 títulos, 5 vices)
| Status | Data    | Local/torneio | Categoria         | Piso   | Adversária          | Resultado      |
| ------ | ------- | ------------- | ----------------- | ------ | ------------------- | -------------- |
| Venceu | 06/2021 | Nottingham    | WTA 250           | grama  | Zhang Shuai         | 6–2, 6–1       |
| Perdeu | 05/2019 | Roma          | Premier 5         | saibro | Karolína Plíšková   | 3–6, 4–6       |
| Perdeu | 05/2019 | Rabat         | International     | saibro | Maria Sakkari       | 6–2, 4–6, 1–6  |
| Perdeu | 06/2018 | Nottingham    | International     | grama  | Ashleigh Barty      | 3–6, 6–3, 4–6  |
| Perdeu | 06/2017 | Nottingham    | International     | grama  | Donna Vekić         | 6–2, 36–7, 5–7 |
| Venceu | 04/2017 | Miami         | Premier Mandatory | duro   | Caroline Wozniacki  | 6–4, 6–3       |
| Venceu | 01/2017 | Sydney        | Premier           | duro   | Agnieszka Radwańska | 6–4, 6–2       |
| Perdeu | 10/2016 | Pequim        | Premier Mandatory | duro   | Agnieszka Radwańska | 4–6, 2–6       |
| Venceu | 07/2016 | Stanford      | Premier           | duro   | Venus Williams      | 7–5, 5–7, 6–2  |

### Circuito ITF (12–6)

#### Simples (9–3)
| Legenda           |
| ----------------- |
| $100,000 torneios |
| $75,000 torneios  |
| $50,000 torneios  |
| $25,000 torneios  |
| $15,000 torneios  |
| $10,000 torneios  |

| Finais por Piso |
| --------------- |
| Duro (6–2)      |
| Saibro (3–1)    |
| Grama (0–0)     |
| Carpete (0–0)   |

| Resultado | N. | Data             | Torneio                      | Piso     | Oponente           | Placar        |
| --------- | -- | ---------------- | ---------------------------- | -------- | ------------------ | ------------- |
| Campeã    | 1. | 5 Maio 2008      | Mostar, Bosnia e Herzegovina | saibro   | Janina Toljan      | 6–3, 3–6, 6–4 |
| Vice      | 1. | 2 Fevereiro 2009 | Sutton, Reino Unido          | duro (c) | Katie O'Brien      | 6–3, 2–6, 4–6 |
| Campeã    | 2. | 22 Junho 2009    | Waterloo, Canadá             | saibro   | Heidi El Tabakh    | 6–2, 3–6, 6–3 |
| Campeã    | 3. | 10 Maio 2010     | Raleigh, EUA                 | saibro   | Lindsay Lee-Waters | 6–2, 5–7, 6–4 |
| Campeã    | 4. | 16 Agosto 2010   | Westende, Bélgica            | duro     | Nicky Van Dyck     | 6–1, 6–0      |
| Campeã    | 5. | 11 Julho 2011    | Woking, Reino Unido          | Duro     | Laura Robson       | 6–4, 1–1, ab. |
| Campeã    | 6. | 5 Setembro 2011  | Madrid, Espanha              | duro     | Lucy Brown         | 6–2, 6–1      |
| Campeã    | 7. | 6 Fevereiro 2012 | Rancho Mirage, EUA           | duro     | Lenka Wienerová    | 6–0, 6–4      |
| Vice      | 2. | 29 Julho 2012    | Lexington, EUA               | duro     | Julia Glushko      | 3–6, 0–6      |
| Campeã    | 8. | 22 Julho 2013    | Winnipeg, Canada             | duro     | Samantha Murray    | 6–3, 6–1      |
| Campeã    | 9. | 29 Julho 2013    | Vancouver, Canadá            | duro     | Sharon Fichman     | 6–4, 6–2      |
| Vice      | 3. | 6 Abril 2015     | Jackson, EUA                 | Saibro   | Anhelina Kalinina  | 3–6, 4–6      |

#### Duplas (3–3)
| Legenda           |
| ----------------- |
| $100,000 torneios |
| $75,000 torneios  |
| $50,000 torneios  |
| $25,000 torneios  |
| $15,000 torneios  |
| $10,000 torneios  |

| Finais por Piso |
| --------------- |
| Duro (1–2)      |
| Saibro (2–1)    |
| Grama (0–0)     |
| Carpete (0–0)   |

| Resultado | N. | Data              | Torneio                 | Piso     | Parceiro       | Oponentes                               | Placar           |
| --------- | -- | ----------------- | ----------------------- | -------- | -------------- | --------------------------------------- | ---------------- |
| Campeã    | 1. | 7 Março 2011      | Irapuato, México        | duro     | Tímea Babos    | Macall Harkins Nicole Rottmann          | 6–3, 6–4         |
| Vice      | 1. | 19 Setembro 2011  | Shrewsbury, Reino Unido | duro (c) | Amanda Elliott | Maria João Koehler Katalin Marosi       | 6–7(3–7), 1–6    |
| Vice      | 2. | 12 Maio 2014      | Saint-Gaudens, França   | saibro   | Sharon Fichman | Verónica Cepede Royg María Irigoyen     | 5–7, 3–6         |
| Vice      | 3. | 16 Fevereiro 2015 | Surprise, EUA           | duro     | Maria Sanchez  | Jacqueline Cako Kaitlyn Christian       | 4–6, 7–5, [7–10] |
| Campeã    | 2. | 20 Abril 2015     | Dothan, EUA             | saibro   | Maria Sanchez  | Paula Cristina Gonçalves Petra Krejsová | 6–3, 6–4         |
| Campeã    | 3. | 4 Maio 2015       | Cagnes-sur-Mer, França  | saibro   | Laura Thorpe   | Jocelyn Rae Anna Smith                  | 1–6, 6–4, [10–5] |